# Per Alexander Holmqvist

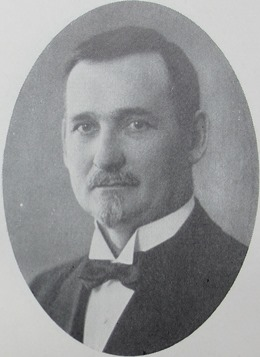
Per Alexander Holmqvist.

Per Alexander Holmqvist, född 16 december 1872 i Holmsjön, i dåvarande Ramsbergs_församling, nuvarande Ljusnarsbergs församling, Örebro län, död 28 mars 1940 i Söderhamn, var en svensk elverksföreståndare.
Holmqvist blev föreståndare för Söderhamns elektricitetsverk 1901. Han tillhörde Söderhamns missionsförsamling sedan 1919 och var under flera år styrelseledamot och ekonomiföreståndare. Han var även ledamot av Söderhamns stads nykterhetsnämnd och vice ordförande i Söderhamns Fabriks- och Hantverksförening.